# Efect de domino

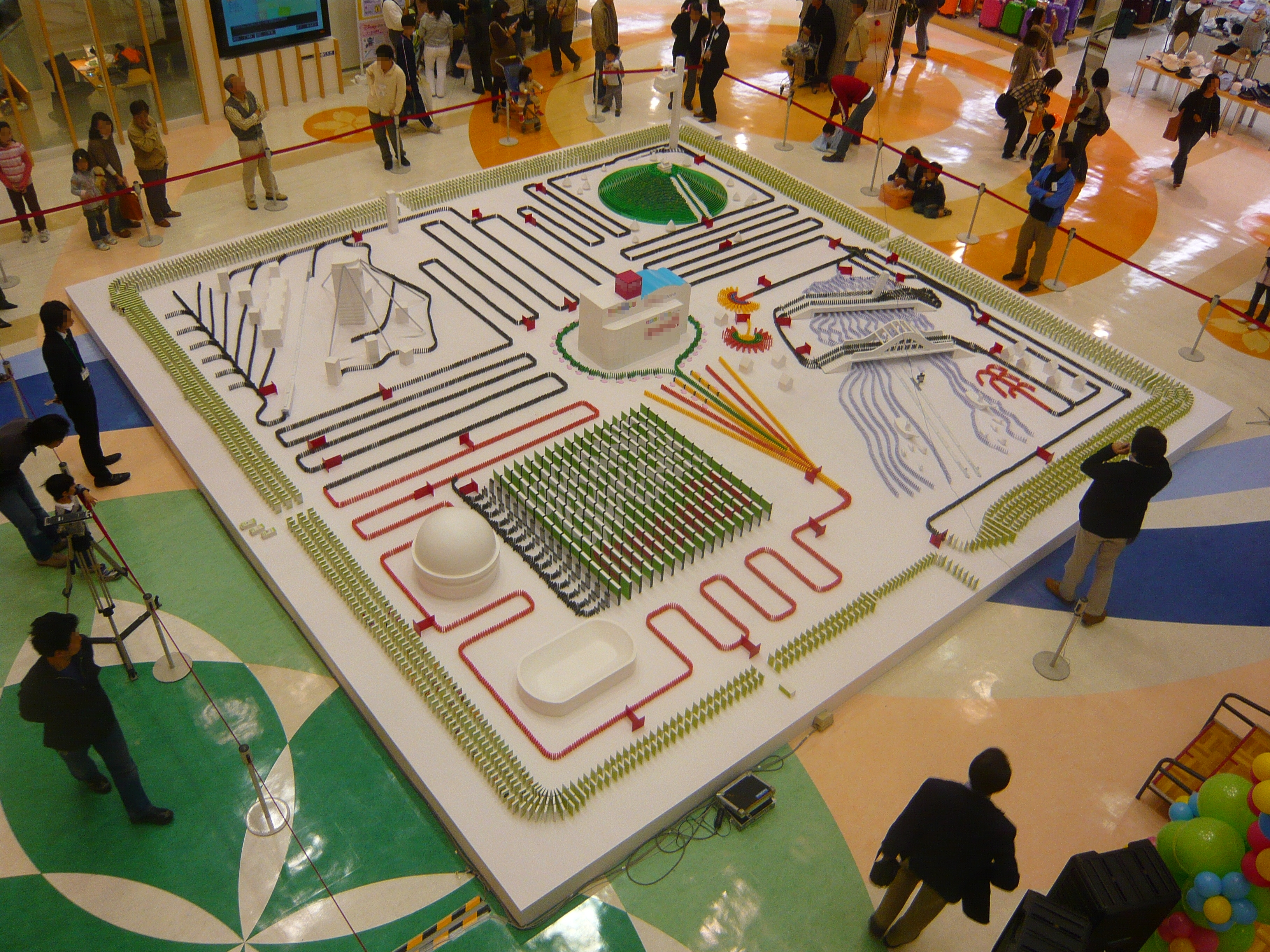
Evenimente cu efect Domino

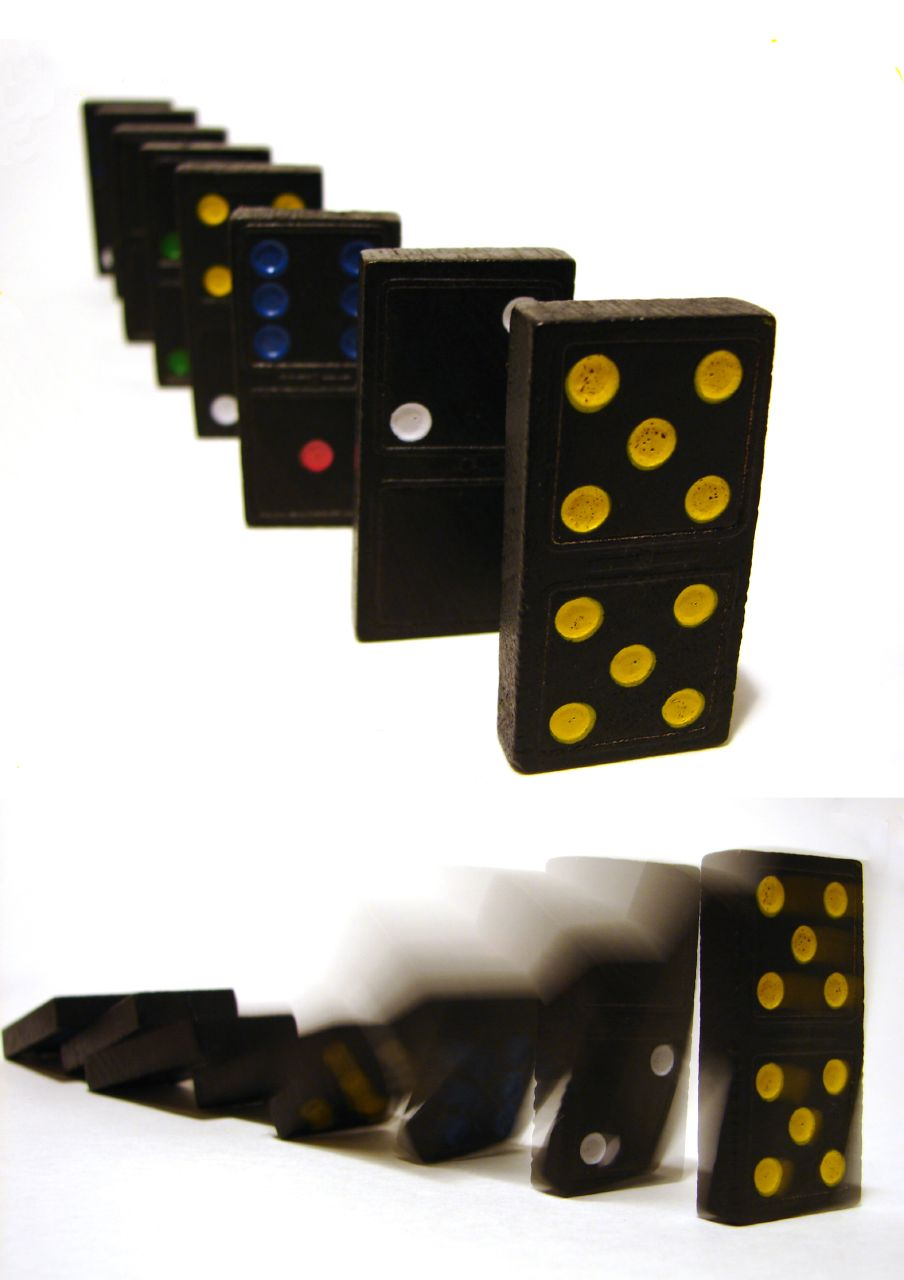
(Sus) Piesele de domino sunt în picioare. (De jos) Piesele de domino sunt în mișcare.

Un efect de domino sau o reacție în lanț este efectul cumulativ produs atunci când un eveniment declanșează un lanț de evenimente similare.  Termenul este cel mai cunoscut ca efect mecanic și este folosit ca analogie cu un rând de pietre de domino care cad pe rând.  
În general, se referă la o secvență legată de evenimente succedate relativ rapid. Poate fi folosit literal (o serie observată de ciocniri reale) sau metaforic (legături cauzale în sisteme precum finanțele sau politica globală). Termenul efect de domino este utilizat atât pentru a implica faptul că un eveniment este inevitabil sau foarte probabil (ca și cum ar fi început deja să se întâmple), cât și invers, pentru a presupune că un eveniment este imposibil sau extrem de puțin probabil (una dintre pietrele de domino a rămas în picioare). 

## Demonstrarea efectului
Efectul de domino poate fi vizualizat cu ușurință plasând un rând de pietre de domino în poziție verticală, la mică distanță unele de altele. La culcarea primei pietre, următoarea din linie va fi doborâtă, apoi a doua și așa mai departe, trăgând astfel un lanț liniar în care căderea fiecărei pietre este declanșată de piatra imediat precedentă. Efectul este același indiferent de lungimea lanțului. Energia utilizată în această reacție în lanț este energia potențială a pietrelor de domino datorită faptului că acestea se află într-o stare metastabilă; când prima piatră este răsturnată, energia transferată de cădere este mai mare decât energia necesară pentru a doborî piatra următoare etc. 
Efectul de domino este exploatat în mașinile Rube Goldberg. 

## Apariții în mass-media
- Ziua Domino - încercare de record mondial pentru cel mai mare număr de pietre de domino înșiruite și doborâte.